# Allt a' Bhàthaich
De Allt a' Bhàthaich is een beekje op Skye in Schotland. Het beekje is 1,5 kilometer lang en mondt uit in de Talisker River.